# Развигорово
Развиго́рово (болг. Развигорово) — село в Шуменській області Болгарії. Входить до складу общини Хитрино.

## Населення
За даними перепису населення 2011 року у селі проживали 217 осіб.
Національний склад населення села:
| Національність   | Кількість осіб | Відсоток |
| ---------------- | -------------- | -------- |
| турки            | 190            | 87,6%    |
| болгари          | 18             | 8,3%     |
| цигани           | 9              | 4,1%     |
| інша             | 0              | 0%       |
| не визначились   | 0              | 0%       |
| Всього відповіли | 217            |          |

Розподіл населення за віком у 2011 році:
Динаміка населення: